# Gambagavliegenvanger
De Gambagavliegenvanger (Muscicapa gambagae) is een vogelsoort uit de familie van de Muscicapidae (vliegenvangers).

## Verspreiding en leefgebied
Deze soort komt voor in westelijk, centraal en oostelijk Afrika van zuidelijk Mali tot Ghana, Kenia, Somalië en het zuidwestelijk Arabisch schiereiland.